# 光滑美洲擬鱥
光滑美洲擬鱥（学名：Phenacobius teretulus）是輻鰭魚綱鯉形目鯉科的其中一個種，分布於北美洲美國維吉尼亞州、西維吉尼亞州及北卡羅萊納州卡那瓦河上游流域，本魚體細長且側扁，口下位呈吸盤狀，上半身銀色散佈小黑色斑點，背部有深色條紋，腹部銀白色，側線上有45-49片鱗片，尾柄周圍16-19個鱗片，體長可達10公分，棲息在礫石底質的水潭及急流，生活習性不明。